# Dragonara Palace
Dragonara Palace (malt. Il-Palazz tad-Dragunara), znany też jako Palazzo Dragonara lub Villa Dragonara - pałac w St. Julian’s na Malcie. Został zbudowany w 1870, jako letnia rezydencja rodziny Scicluna. Pałac przekształcony jest teraz w kasyno o nazwie Dragonara Casino.

## Pochodzenie nazwy
Pałac otrzymał swą nazwę od Dragonara Point - półwyspu, na którym został zbudowany. Według lokalnej legendy, w jaskiniach w pobliżu półwyspu żył smok (ang. dragon, malt. dragun), lecz ryk, który był słyszany pochodził prawdopodobnie od fal bijących o przybrzeżne skały w czasie mocnego wiatru. Wierzy się, że pogłoski o smoku były rozpuszczane przez przemytników, aby odstraszyć ludzi od zbliżania się do półwyspu.

## Historia

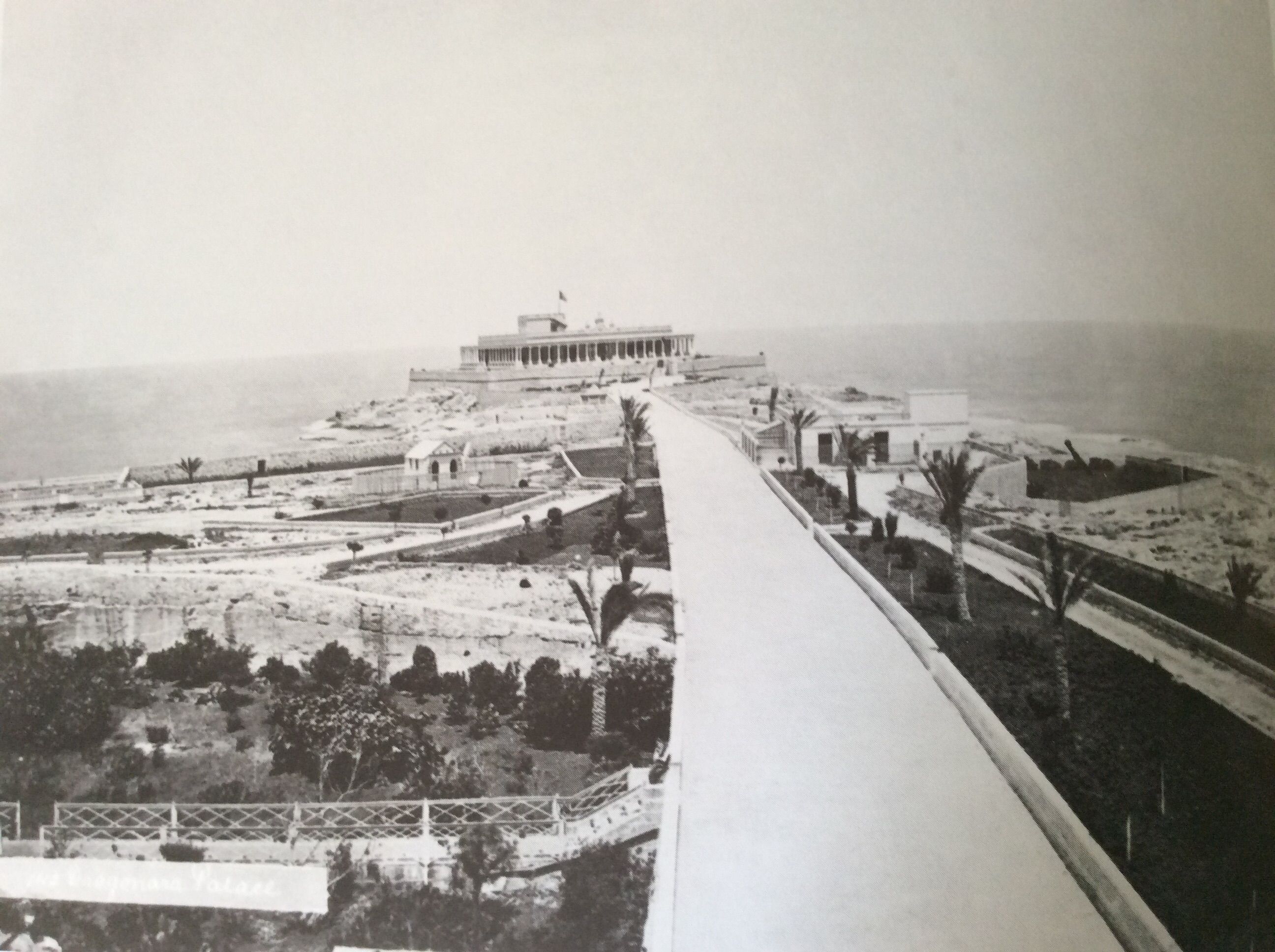
Widok Dragonara Palace i jego ogrodów (koniec XIX/pocz. XX w.)

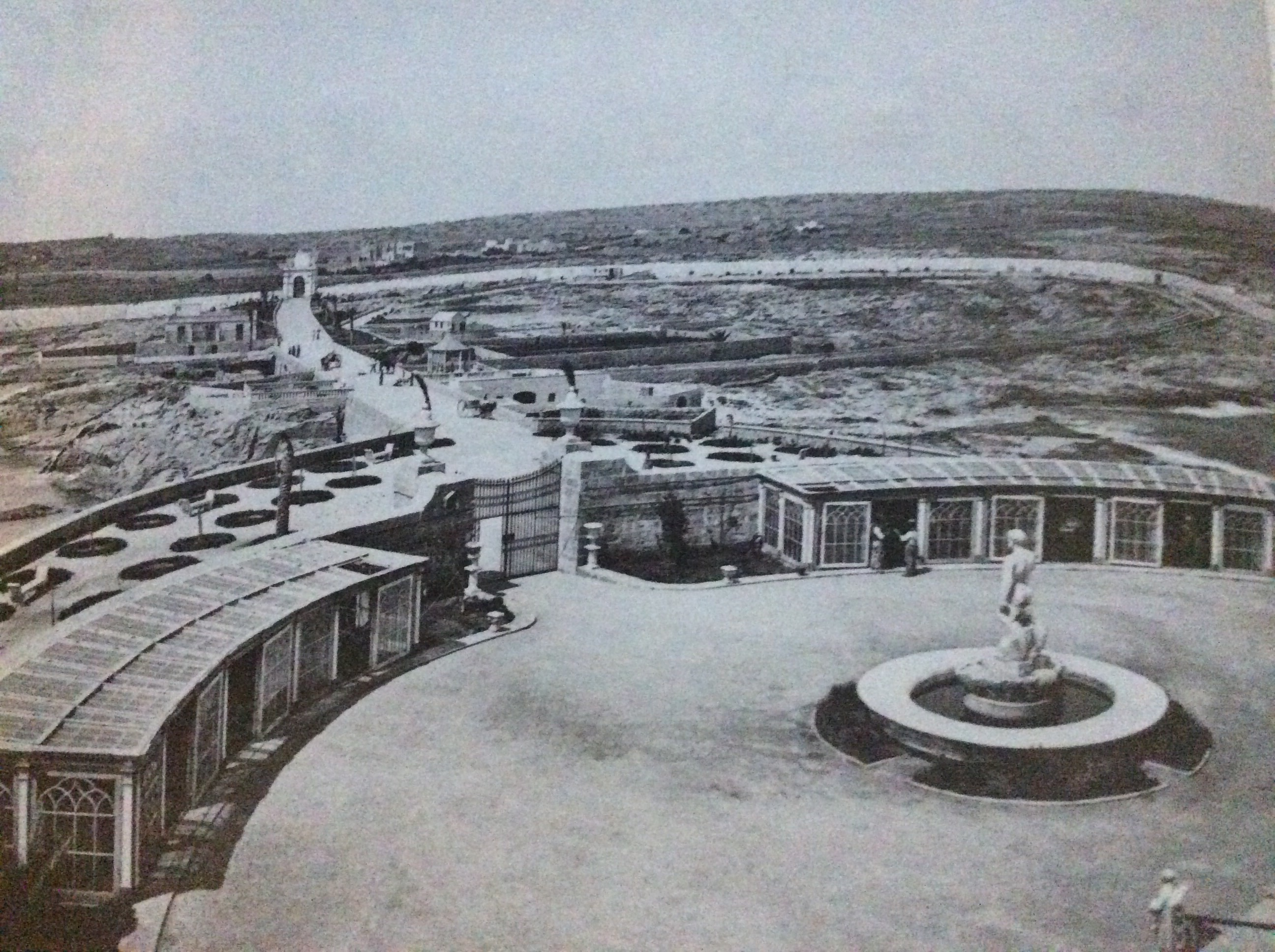
Widok z pałacu na teren, na którym zbudowano Paceville (1870)

Dragonara Palace został zbudowany w 1870 roku na Dragonara Point, na terenie wcześniej zajmowanym przez baterię Ta’ Għemmuna. Pałac służył jako letnia rezydencja Emanuela Scicluny, bankiera, który w 1875 roku został markizem.
W czasie I wojny światowej pałac służył tymczasowo jako szpital dla oficerów. Później, w czasie II wojny światowej, rodzina Scicluna przyjęła ponad 100 uchodźców.
Pałac został otwarty jako kasyno 15 lipca 1964, w czasie, kiedy pobliskie Paceville przeobrażało się z terenu przeważnie rolniczego w centrum turystyczne. Dragonara Casino było pierwszym kasynem na Malcie, i jego otwarcie było olbrzymim krokiem ku ustanowieniu Malty jako celu wyjazdów turystycznych. W latach 1990. na części terenu pałacowych ogrodów zbudowany został hotel Westin Dragonara.
Kasyno zostało sprywatyzowane w 1999 roku, i firma Dragonara Casino Ltd została założona, aby prowadzić kasyno przez następne 10 lat. Pałac został odnowiony w 2008 roku. Dwa lata później kasyno zostało przejęte przez firmę Dragonara Gaming Ltd, która wydała ponad 15 mln euro na odnowienie budynku. Kasyno przyjmuje ok. 350 000 bywalców rocznie, co czyni go najpopularniejszym kasynem na Malcie.
Pałac jest umieszczony na liście National Inventory of the Cultural Property of the Maltese Islands pod nr. 01218.

## Architektura

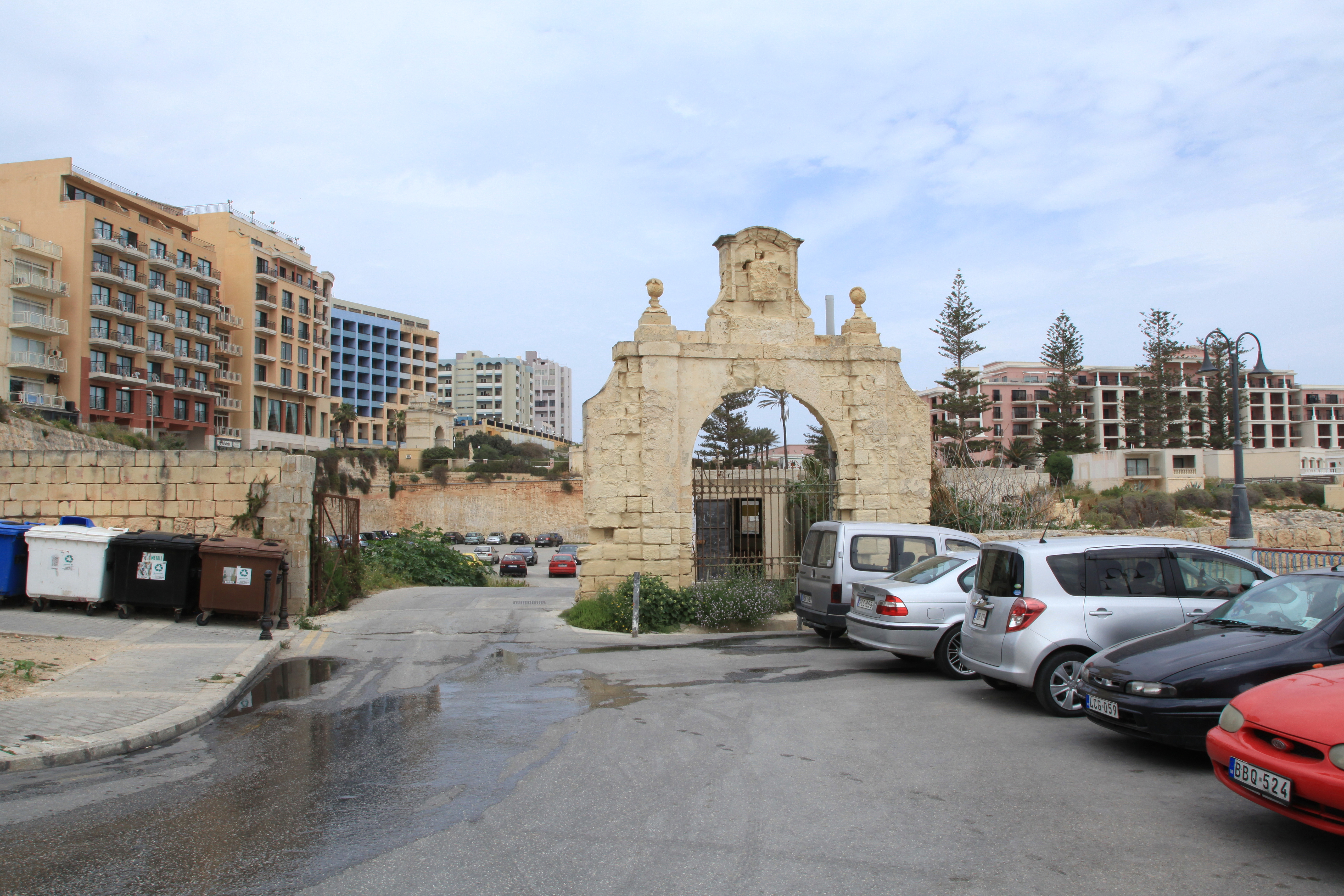
Jedna z bram na teren pałacowy, dziś prowadząca na parking

Dragonara Palace został zbudowany w stylu neoklasycznym, a jego kolumnady są inspirowane przez podobne w Villa Portelli i Palazzo Capua. Projekt Dragonara Palace był z kolei inspiracją dla kolumnady w Palazzo Pescatore, zbudowanego pod koniec XIX wieku w Saint Paul’s Bay.
Projektant pałacu nie jest znany, chociaż czasem projekt przypisuje się Giuseppe Bonavii.

### Pałac
Pałac oryginalnie składał się z willi otoczonej kolumnadą, oraz centralnego dziedzińca. Rodzina Scicluna w 1964 roku wydzierżawiła posiadłość firmie Kursaal Company Limited. Dziedziniec przykryto dachem, zamieniając go na sale kasyna, na tyłach został zbudowany Slots Palace, którego projektantem był Dom Mintoff, architekt, który został premierem Malty. W tym czasie na terenie ogrodów pałacowych został zbudowany Sheraton Hotel, który został zamieniony na Hotel Westin Dragonara.

### Ogrody

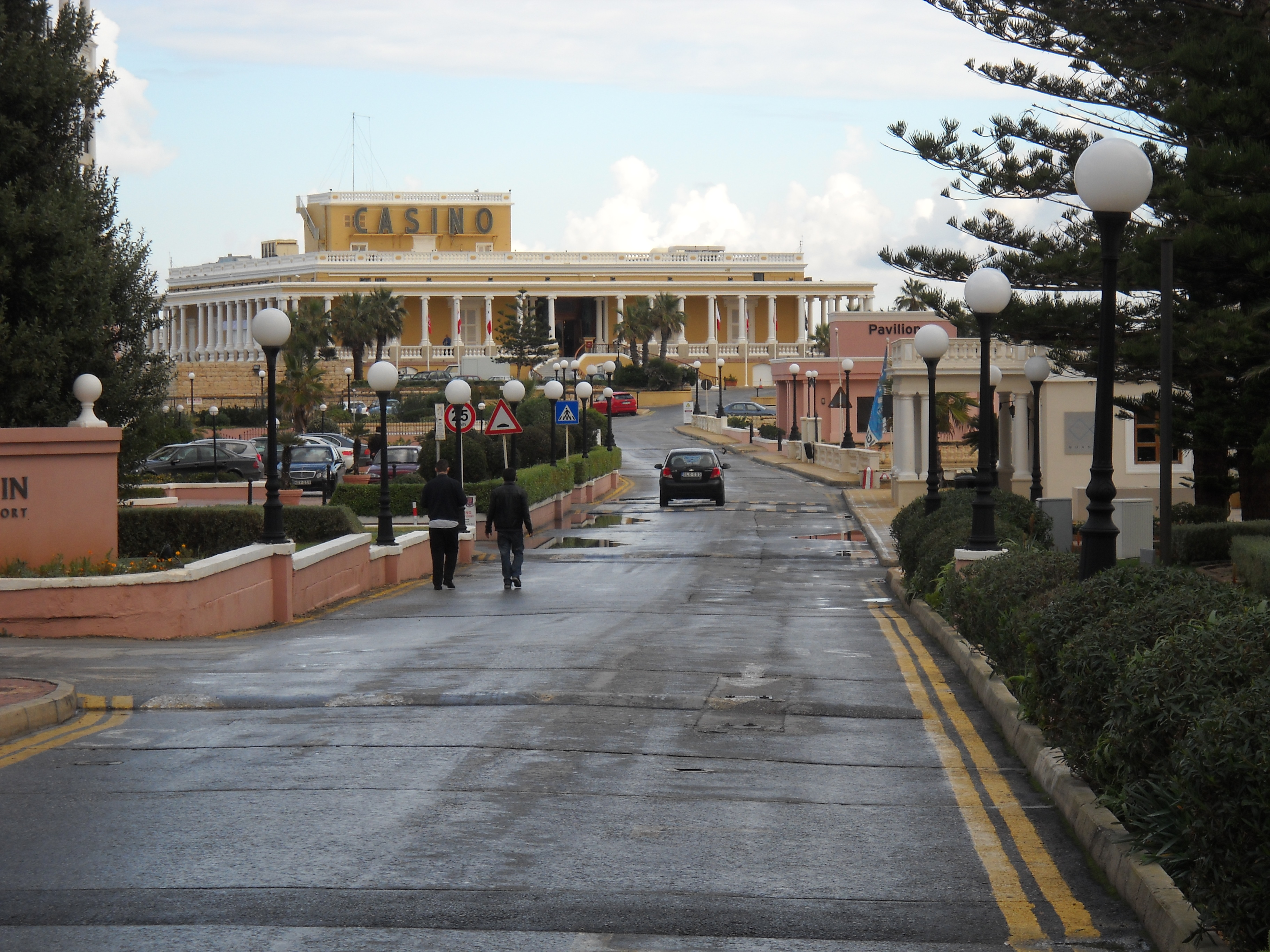
Pozostałości ogrodów Dragonara Palace

Kiedy pałac został zbudowany, był otoczony przez obszerne ogrody. Część z nich została zlikwidowana, aby zrobić dojazd do hotelu Westin Dragonara oraz parkingu kasyna. Pałacowy Sunken Garden, zawierający liczne fontanny i drzewa oliwne, jest teraz ulokowany na terenach hotelu Westin Dragonara.

## Dzieła sztuki

### Główne wejście
Główne wejście na teren ogrodów pałacowych stanowi brama zwieńczona łukiem, z napisem Deus Nobis Haec Otia Fecit (w wolnym tłumaczeniu łac. Bóg dał nam to miejsce spokoju). Została ona wpisana, przez Malta Environment and Planning Authority, na listę zabytków klasy 1.

### Fontanna i statua Neptuna

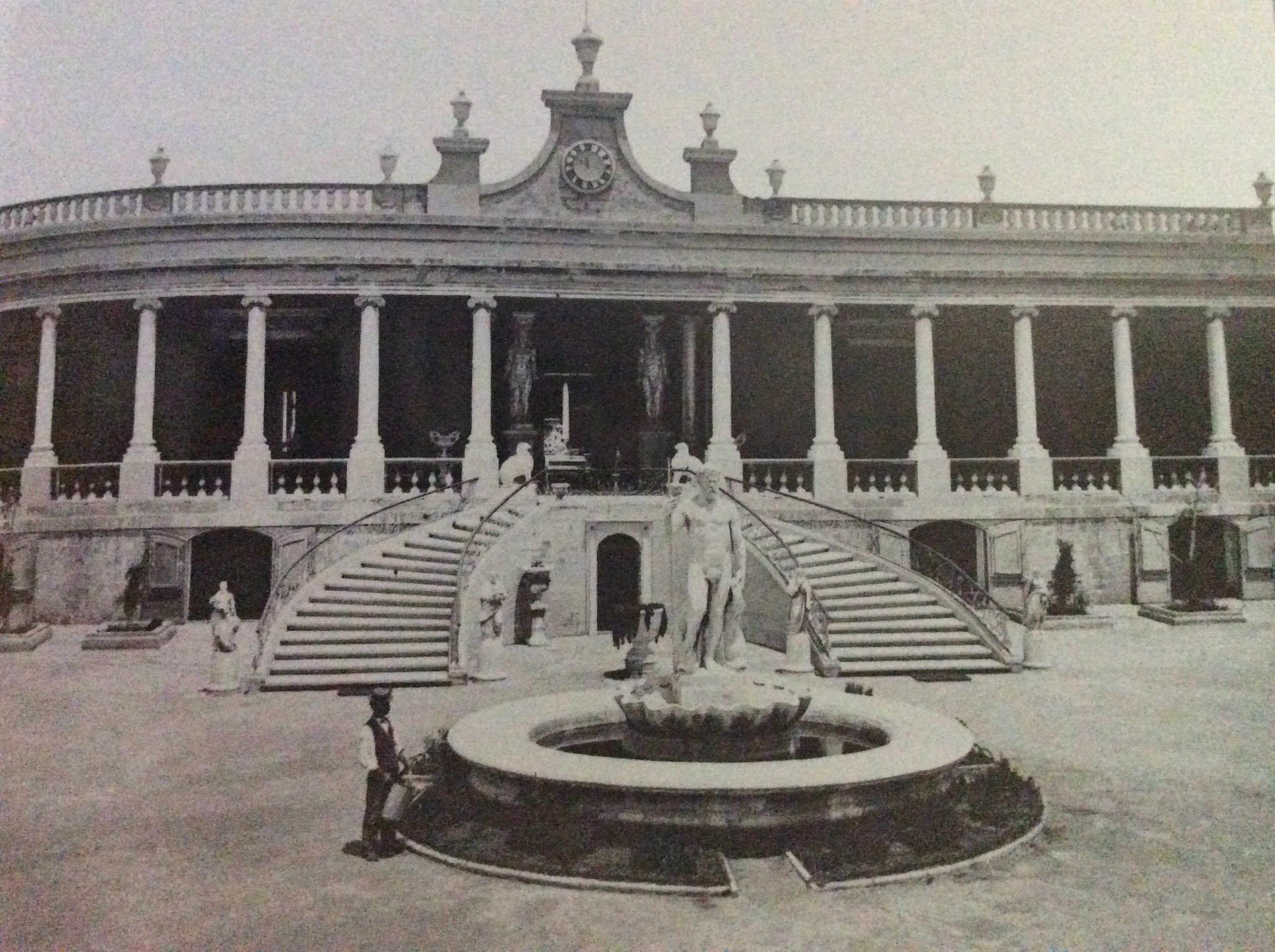
Stare zdjęcie Dragonara Palace, ukazujące statuę Neptuna na jej oryginalnym miejscu

Fontanna zawierająca statuę Neptuna, była pierwotnie ulokowana przed wejściem do pałacu, zaraz za ścieżką prowadzącą z ogrodów. Statua została wykonana w XIX wieku, jej inspiracją jest statua Neptuna, znajdująca się aktualnie na dziedzińcu Pałacu Wielkiego Mistrza w Valletcie. Fontanna wraz ze statuą ulokowana jest teraz wewnątrz pałacu, w celu jej ochrony.

### Statua markiza Scicluny
Od momentu przeniesienia fontanny i statuy Neptuna do pałacu, naturalnej wielkości statua markiza Emanuela Scicluny została ulokowana na tym miejscu. Statua została zaprojektowana i wykonana przez włoskiego rzeźbiarza Giulio Morschetti, została ustawiona w 2014 roku.

### Egipskie kariatydy
Dwie egipskie kariatydy znajdują się w pobliżu pałacowych drzwi, wspierając budynek.

### Freski
W kilku pokojach pałacu znajdują się freski, wykonane przez Vincenzo Maria Cremonę. Fresk w Yellow Room (Pokój Żółty) przedstawia akcesoria militarne i przybory rolnicze, a także ptaka trzymającego wieniec różany. Panele sufitowe w Green Room (Pokój Zielony) zawierają freski przedstawiające personifikację pracowitości.